# Fornanäs östra
Fornanäs östra este o arie protejată (arie specială de conservare — SAC, sit de importanță comunitară — SCI) din Suedia întinsă pe o suprafață de 9,1 ha, integral pe uscat.

## Localizare
Centrul sitului Fornanäs östra este situat la coordonatele 56°11′10″N 15°18′06″E / 56.186°N 15.3018°E.

## Înființare
Situl Fornanäs östra a fost declarat sit de importanță comunitară în noiembrie 2003 pentru a proteja un număr necunoscut de specii din flora spontană și fauna sălbatică aflate în arealul zonei. Situl a fost protejat și ca arie specială de conservare în martie 2011.

## Biodiversitate
Situată în ecoregiunea continentală, aria protejată conține 3 habitate naturale: Păduri acidofile de stejar bătrân cu Quercus robur pe câmpii nisipoase, Păduri de fag Luzulo-Fagetum, Păduri de stejar sau de stejar și carpen sub-atlantice și medio-europene de Carpinion betuli.
La baza desemnării sitului se află un număr nedeclarat de specii protejate.